# BC Pieno žvaigždės
Maillots
Le BC Pieno žvaigždės est un club lituanien de basket-ball appartenant au Championnat de Lituanie de basket-ball, en première division. Le club est basé dans la ville de Pasvalys.

## Palmarès
- Champion de 2e division lituanienne : 2011

## Couleurs
Bleu, jaune et blanc.

## Joueurs célèbres ou marquants
- Edgaras Ulanovas
- Šarūnas Vasiliauskas
- Artūras Jomantas
- Paulão Prestes
- Darrel Mitchell
- Derrick Caracter
- Alex Oriakhi
- Ramone Moore